# مصفح

كابيتال مول في المصفح

مُصَفَّح إحدى ضواحي مدينة أبوظبي في دولة الإمارات العربية المتحدة. يقطن المصفح ما يقارب 151,000 نسمة من مختلف الجنسيات، تقسم مصفح إلى العديد من المناطق وهي مصفح الصناعية والشاطئ الشمالي ومنطقة سكن العمال ومنطقة بين الجسرين ومدينة الضباط ووشعبية خليفة القديمة.

## التأسيس
بدأت مصفح مدينة صناعية في السبعينات من القرن العشرين بين عامي 1976 و1978، وتم بناء جسر مصفح الذي ربط جزيرة أبوظبي مع اليابسة مع استمرار استثمار الشركة الكورية دونغا (Dongah).
وقد وصفها تقرير صادر عن ميد في عام 1980 بأنها "متاهة من الطرق والمباني غير المكتملة" حيث تتألف العمليات الصناعية بشكل أساسي من ورش العمل ومرافق الخدمة والصيانة. وذكر التقرير أن اقتراح إنشاء مصنع أنابيب في المنطقة يحظى بدعم محلي قوي. وفي عام 1996 أعلنت هيئة موانئ أبو ظبي عن خطة تطوير للمنطقة بقيمة 2.4 مليار درهم بما في ذلك بناء ميناء جديد في مصفح. أما في عام 1998 فقد اقترح بناء العديد من المباني متوسطة الارتفاع معظمها للمكاتب وبني مركز شرطة محلي.
بدأت الحكومة في تقديم حوافز للشركات للعمل في المصفح وعرضت عليها خدمات المنطقة بما في ذلك الإعفاء من الجمارك على السلع المستوردة والأراضي والتراخيص الصناعية. أصبحت المصفح الآن موقعًا لـ"مدينة أبو ظبي الصناعية" وهي منطقة اقتصادية خاصة. ونتيجة لذلك ازدهرت التنمية الاقتصادية في المنطقة في العقد الأول من القرن الحادي والعشرين بفضل ميناءها الخاص على الجانب الشمالي. وكانت الصناعات المعتمدة على الهيدروكربونات واحدة من المجالات الرئيسية للنمو. بحلول يناير 2009 أجرت حوالي 30% من الأراضي المحيطة بمنتزه بوليمر. وقد قدر أنه بحلول عام 2012 سيقومون باستغلال حوالي 60% من المساحة وهو ما يتجاوز 27 مليون دولار من الاستثمارات. أنشىء مصنع بونار إمارتس تكنيكل يارنز الذي تديره شركة أدبيك وشركة لوو آند بونار بالتعاون في أبريل 2008 ويقوم بتصنيع خيوط العشب الصناعي.
بدأت شركة أبوظبي لكيماويات الحفر والمنتجات المحدودة وهي شركة تابعة مملوكة بالكامل لشركة أدنوك عملياتها في المصفح في عام 2007. ثم بدأت شركة دوكاب عملياتها في عام 2008 من مصنع جديد في المصفح حيث سعت إلى زيادة قدرتها الإنتاجية من الكابلات ذات الجهد المنخفض والمتوسط من 65 ألف طن مكعب إلى 110 ألف طن مكعب سنويًا. كما أن مصنعهم الآخر موجود في جبل علي.
في عام 2011 سلم مجلس أبوظبي للتخطيط العمراني رسمياً مشروع قناة المصفح التاريخي الذي يبلغ طوله 53 كيلومتراً إلى شركة موانئ أبوظبي للاستخدام التشغيلي. وشمل تطوير ميناء مصفح وقناة مصفح بتكلفة 411 مليون دولار (1.5 مليار درهم إماراتي) إنشاء محطة جديدة للبضائع العامة في الزاوية الشمالية الغربية من منطقة مصفح الصناعية بالإضافة إلى واجهة بحرية واسعة تشغلها العديد من الأرصفة والمحطات الخاصة. شعبية المصفح هي منطقة سكنية سريعة النمو تضم شققًا وفيلات.

## التقسيم
يضم مركز المدينة عدة مناطق منها مناطق مصفح الصناعية والشاطئ الشمالي ومنطقة سكن العمال ومنطقة بين الجسرين ومدينة الضباط وأم النار وشعبية خليفة القديمة والمفرق الصناعية والضبعية ومدينة خليفة التجارية والمنطقة الصناعية الجديدة ومدينة محمد بن زايد السكنية والتجارية.
تقع مصفح في المنطقة الوسطى من الإمارة على بعد حوالي 20 كـم (12 ميل) من مدينة العين. جنوب شرق مركز مدينة أبو ظبي وبذلك فهي مدينة تابعة. من الجهة الشرقية تقع مدينة محمد بن زايد ومن الجنوب مدينة أبوظبي الصناعية الثانية والمقاطرة. يمر طريق إي30 من جانبه الشرقي بين مدينة مصفح ومدينة محمد بن زايد. كما يوجد نظام طرق وسكك حديدية بين المصفح والطويلة.
يوجد 88 برجًا على جانبي الطريق البالغ طوله 3.5 كيلومتر (2.2 ميل) جزء من الطريق السريع بين جسر المصفح وتقاطع الطريق السريع للمنطقة الصناعية. يتكون الجسر من مكونين متطابقين يشتملان بالإضافة إلى الطريق المخصص للمركبات على ممر للمشاة بطول 2 متر (6 قدم 7 بوصة) في العرض. لقد تعرضت الصفات الجمالية لمصفح لانتقادات كثيرة. حيث قال أحد المؤلفين إن "المناطق شبه الصناعية مثل المصفح تحولت إلى أحياء عشوائية قذرة يسكنها آلاف السكان. الأحياء الضيقة والقذرة حارة ونفاذة الرائحة، وبعيدة كل البعد عن الأحياء الأنيقة ذات الألوان الزاهية في المدينة".
يوفر مرفق الميناء عمليات الشحن والتخزين لمجموعة واسعة من العملاء. نفق جديد بمساحة 280 م (920 قدم)يبلغ طول الطريق الرابط بين المطار والمصفح . قناة المصفح هي قناة من صنع الإنسان وتحتوي على بلورات جبسية كبيرة وذات شفرات. يقال إن ضفاف الطرف الشرقي لقناة المصفح تحتوي على "رواسب كثبان رملية أعيد تشكيلها من العصر البلستوسيني مغطاة بدرجة غير متوافقة بكربونات الهولوسين وتبخر السبخة". تقع الأجزاء الداخلية للقناة على بعد حوالي 7 كيلومتر (4.3 ميل) إلى الداخل من موقع البحيرة الحالية. ويبلغ طول الميناء 342 متر (1,122 قدم)رصيف رئيسي بطول 40 مترًا (130 ورصيفين 40 متر (130 قدم) يبلغ طول الأرصفة الجانبية وتغطي مساحة قدرها 37,500 متر مربع (404,000 قدم2). عمق الغاطس 11 متر (36 قدم) في الميناء ويرتبط بقناة المصفح الجديدة (قناة حفرت بعمق 9 متر (30 قدم) تحت نقطة الإسناد) والتي تبلغ حوالي 53 كيلومتر (33 ميل) في الطول.

## الإدارة البلدية
يبلغ عدد سكان منطقة الإدارة البلدية في مصفح حوالي 151 ألف نسمة وتشمل نطاق اختصاصها منطقة مصفح الصناعية والمنطقة الساحلية الشمالية ومعسكرات العمال والمركز التجاري في خليفة والمركز الصناعي الجديد والمناطق السكنية والتجارية في محمد بن زايد والمناطق السكنية في مدينة خليفة.

## هجمات الحوثيين على مصفح
في يناير 2022 قامت مجموعة من الحوثيين بتفجير ثلاث شاحنات تابعة لشركة أدنوك في المصفح وبعض البنية التحتية في المطار الدولي.

## الأسواق والمولات
يوجد في المدينة العديد من الأسواق والمولات التجارية منها:
- دلما مول.[26]
- كابيتال مول.
- أسواق السفير.
- مزيد مول.

## معرض الصور

مزيد مول (المصفح)
المنطقة السكنية
الممشى